# Mercedes-Benz M120
La sigla Mercedes-Benz M120 indica una famiglia di motori V12 a ciclo Otto prodotti dal 1991 al 2010 dalla Casa tedesca Daimler-Benz per il suo marchio automobilistico Mercedes-Benz.

## Profilo e caratteristiche

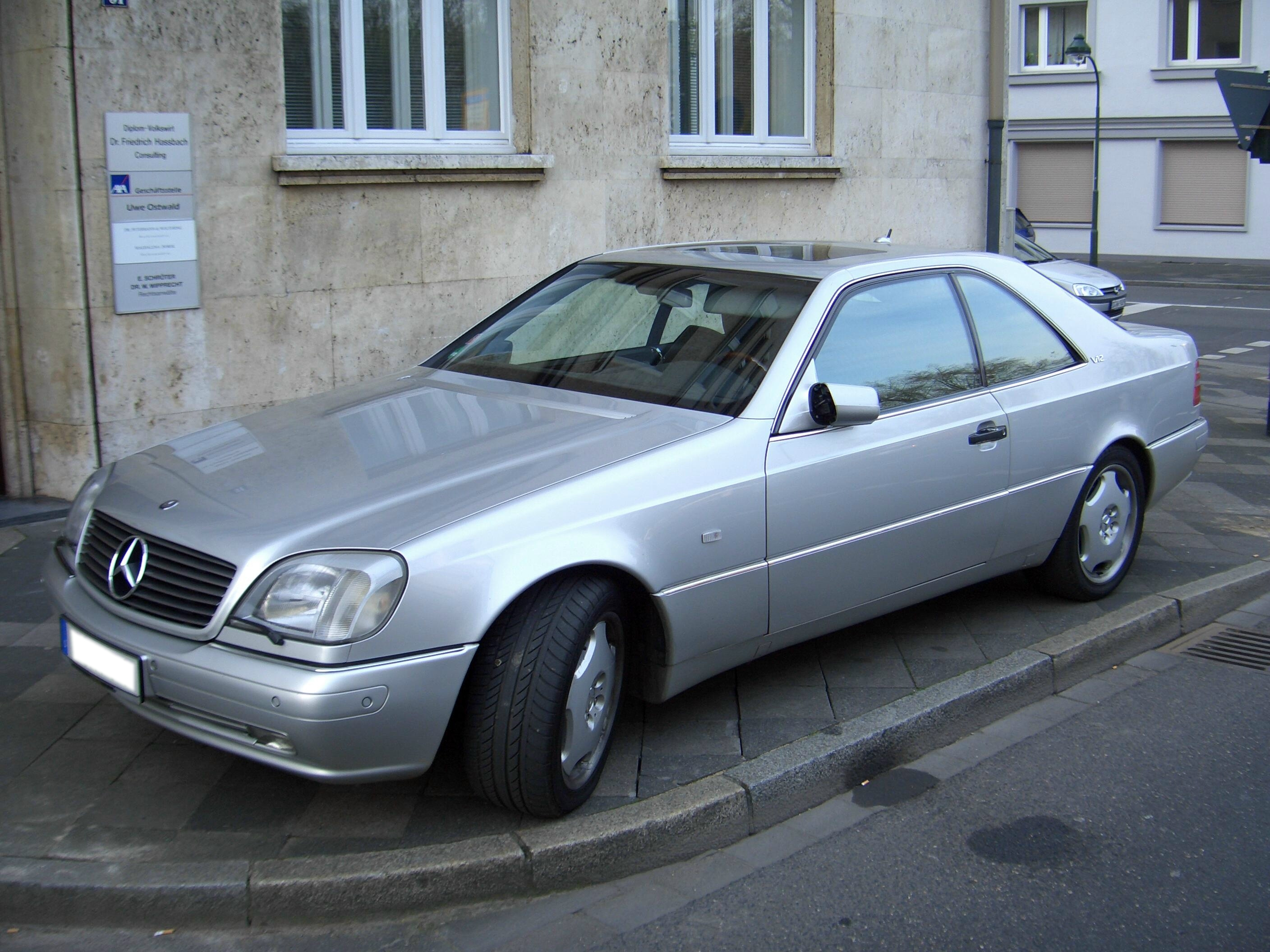
I motori M120 standard hanno trovato applicazione sui modelli di punta della Casa tedesca, come la S600 Coupé C140

I motori M120 si basano su un progetto risalente alla fine degli anni ottanta, progetto volto alla creazione di un nuovo motore in grado di rivaleggiare con le motorizzazioni di punta della rivale della Mercedes-Benz, ossia la BMW. La Casa bavarese, infatti, aveva introdotto nel 1987 il suo primo V12 (il 5 litri M70, per la precisione), piazzandosi quindi al vertice nell'offerta di motorizzazioni esclusive e surclassando la Casa della Stella a tre punte. La Mercedes-Benz, infatti, al momento del debutto del motore M70, non aveva in produzione alcun motore V12, ma al massimo il V8 M117 da 5,6 litri, già esclusivo, ma distante dalla raffinatezza e dall'esclusività di un V12, senza contare che il V8 Mercedes-Benz non era più di concezione moderna, perché pur essendo stato introdotto nel 1985, si basava sul 4,5 litri M117 introdotto nel 1971. Vi era quindi la necessità di concepire un propulsore più moderno, per questo nel 1988 i vertici Mercedes-Benz incaricarono uno dei loro uomini di punta, l'ingegner Kurt Obländer, di sviluppare e realizzare un nuovo motore di tipo V12 in grado di surclassare l'unità M70 da 5 litri di BMW.

Il motore definitivo venne introdotto nel 1991 con il codice M120E60, un grosso V12 da 6 litri, capostipite della famiglia di motori M120. Da questo motore, infatti, sarebbero stati derivati altri motori, di ancor maggiore cubatura, utilizzati per modelli sportivi della Casa madre, ma anche per altre sportive prodotte da altri marchi. Questi motori sono il 6,9 litri ed il 7,3 litri M297. Inoltre, mentre il 6 litri M120 sarebbe stato tolto dalle applicazioni Mercedes-Benz già nel 2001, ha continuato però ad essere prodotto per altre applicazioni. Sempre nel 2002 hanno fatto la loro comparsa i primi motori M297. Nel frattampo, già nel 1999, i motori M120 sono stati affiancati dai più moderni motori M137, che li avrebbero sostituiti nella gamma Mercedes-Benz per un solo anno, durante il 2002, prima di essere stati a loro volta rimpiazzati dagli ancor più moderni motori M275.

Di seguito vengono mostrate le caratteristiche di ognuno dei motori M120.

### Il 6 litriM120
La sigla M120E60 indica quindi il primo dei motori M120 ed era un motore con testate in lega di alluminio e monoblocco in lega di alluminio e silicio con trattamento elettrochimico per esporre i cristalli di quest'ultimo in superficie in modo da formare delle canne cilindro integrate nel blocco motore, ma di altro materiale. La sua raffinata architettura lo poneva all'epoca non solo come il primo V12 di serie della Mercedes-Benz, ma anche come il più potente motore della Casa previsto per una vettura di serie fino a quel momento. Questo poderoso 6 litri era infatti in grado di erogare inizialmente 408 CV di potenza massima a 5.200 giri/min. Anche la coppia motrice era notevole: dei 580 Nm dichiarati a 3.800 giri/min, 500 erano disponibili già a 1.600 giri/min, per una grande elasticità di funzionamento.

Inoltre, questo motore disponeva di due assi a camme in testa per bancata e gli assi a camme sui lati aspirazione delle due bancate erano a fasatura variabile. Anche l'accensione disponeva di fasatura variabile, ed era gestita dalla centralina Bosch in modo da evitare fenomeni di battito in testa. La centralina era completamente elettronica.

Il motore M120E60 era catalizzato fin dall'origine e disponeva di un sistema per portare rapidamente il catalizzatore a temperatura ottimale di esercizio a partire dall'avviamento a freddo.

Nel mese di settembre del 1992, il motore è stato sottoposto ad un leggero decremento prestazionale per limitare le emissioni nocive, ritenute eccessive. In questo modo la potenza e la coppia subirono un leggero calo, rispettivamente di 14 CV e 10 N·m.

Questa è la scheda tecnica del motore M120E60 con relative applicazioni:
- architettura di tipo V12;
- angolo di 60° tra le due bancate;
- monoblocco in lega di alluminio e silicio;
- testate in lega di alluminio;
- canne cilindro in silicio ottenute tramite trattamento elettrochimico;
- alesaggio e corsa: 89x80,2 mm;
- cilindrata: 5.987 cm³;
- rapporto di compressione: 10:1;
- distribuzione a due assi a camme in testa per bancata;
- fasatura variabile su assi a camme lato aspirazione;
- testate a quattro valvole per cilindro;
- alimentazione ad iniezione indiretta elettronica di benzina;
- centralina Bosch LH-Jetronic;
- accensione elettronica a fasatura variabile;
- bielle in acciaio forgiato;
- albero a gomiti su 7 supporti di banco;
- potenza massima: 408 CV a 5.200 giri/min (394 CV a 5.200 giri/min dal settembre 1992);
- coppia massima: 580 N·m a 3.800 giri/min (570 N·m a 3.800 giri/min dal settembre 1992);
- applicazioni:
  - Mercedes-Benz 600 SE/SEL W140 (1991-93);
  - Mercedes-Benz S 600 W140 (1993-98);
  - Mercedes-Benz S 600 Lunga W140 (1993-98);
  - Mercedes-Benz 600 SEC C140 (1992-93);
  - Mercedes-Benz S 600 Coupé C140 (1993-96);
  - Mercedes-Benz CL 600 C140 (1996-98);
  - Mercedes-Benz 600 SL R129 (1992-95);
  - Mercedes-Benz SL 600 R129 (1995-01);
  - Pagani Zonda C12 (1999-02);
  - Mercedes-Benz C112, prototipo (1991).
  - Isdera Commendatore 112i (1993);

### AltriM120
Dal 6 litri M120 sono state originate altre motorizzazioni. Alcune di queste sono di cilindrata decisamente maggiore, mentre altre hanno mantenuto le caratteristiche dimensionali del 6 litri "di base". Tra queste ultime vi è la versione biturbo, sovralimentata da due turbocompressori corredati di due intercooler. Tale motorizzazione è disponibile in due livelli di potenza, a seconda che la pressione di sovralimentazione sia di 0,85 o di 1,2 bar (a scelta del facoltoso cliente): circa 1000 CV e 1100 N·m nel primo caso e 1200 CV e 1320 N·m nel secondo caso. Tale motore era collocato in una sportiva, la Lotec Sirius, una vettura costruita artigianalmente su ordinazione e prodotta a partire dal 2004.
Un'altra variante del 6 litri M120 è stata quella utilizzata sulle prime Mercedes-Benz CLK GTR da competizione prodotte nel 1997. In questo caso il motore, modificato da AMG erogava 600 CV a .000 giri/min, con una coppia massima di 700 N·m a 3.900 giri/min, valori limitati dall'apposizione di flange sui collettori di aspirazione come previsto dal regolamento tecnico dell'allora Campionato FIA GT.
Nel 1997 è stato introdotto un motore da 7,1 litri che i tecnici AMG hanno derivato direttamente dal 6 litri originario. Tale motore, della cilindrata di 7055 cm³, erogava una potenza massima di 496 CV ed una coppia massima di 720 N·m. È stato destinato alla Mercedes-Benz SL 70 AMG R129, modello prodotto in 145 esemplari (1997-2001).
Sempre con la firma AMG è stato realizzato nel 1999 un motore da 7010 cm³ di cilindrata. Tale motore, pur essendo leggermente più basso di cilindrata, erogava una potenza massima superiore, pari a 550 CV, con un picco di coppia pari a 750 N·m.

Tale motore è stato montato sulla Pagani Zonda C12 S (2001-02).
L'esempio più recente di applicazione di un motore M120 da 6 litri è quello riservato alla Pagani Zonda R, una sportiva omologata esclusivamente per l'uso in pista che utilizza una versione estrema del 6 litri M120 aspirato. Senza far uso di sovralimentazioni di alcun tipo, questo motore riesce a raggiungere una potenza elevata, il cui picco è di 750 CV ad 8.000 giri/min, con una coppia massima di 710 Nm. Oltre al tradizionale sistema di lubrificazione a carter secco, fondamentale per tutte le sportive dal baricentro basso, questo motore utilizza anche un corpo farfallato (azionato meccanicamente) per ogni cilindro, un sistema di aspirazione in fibra di carbonio ed un sistema di scarico in Inconel 625, una particolare lega in nichel-cromo resistente alle alte temperature, all'ossidazione ed alla corrosione.

### Motori M297

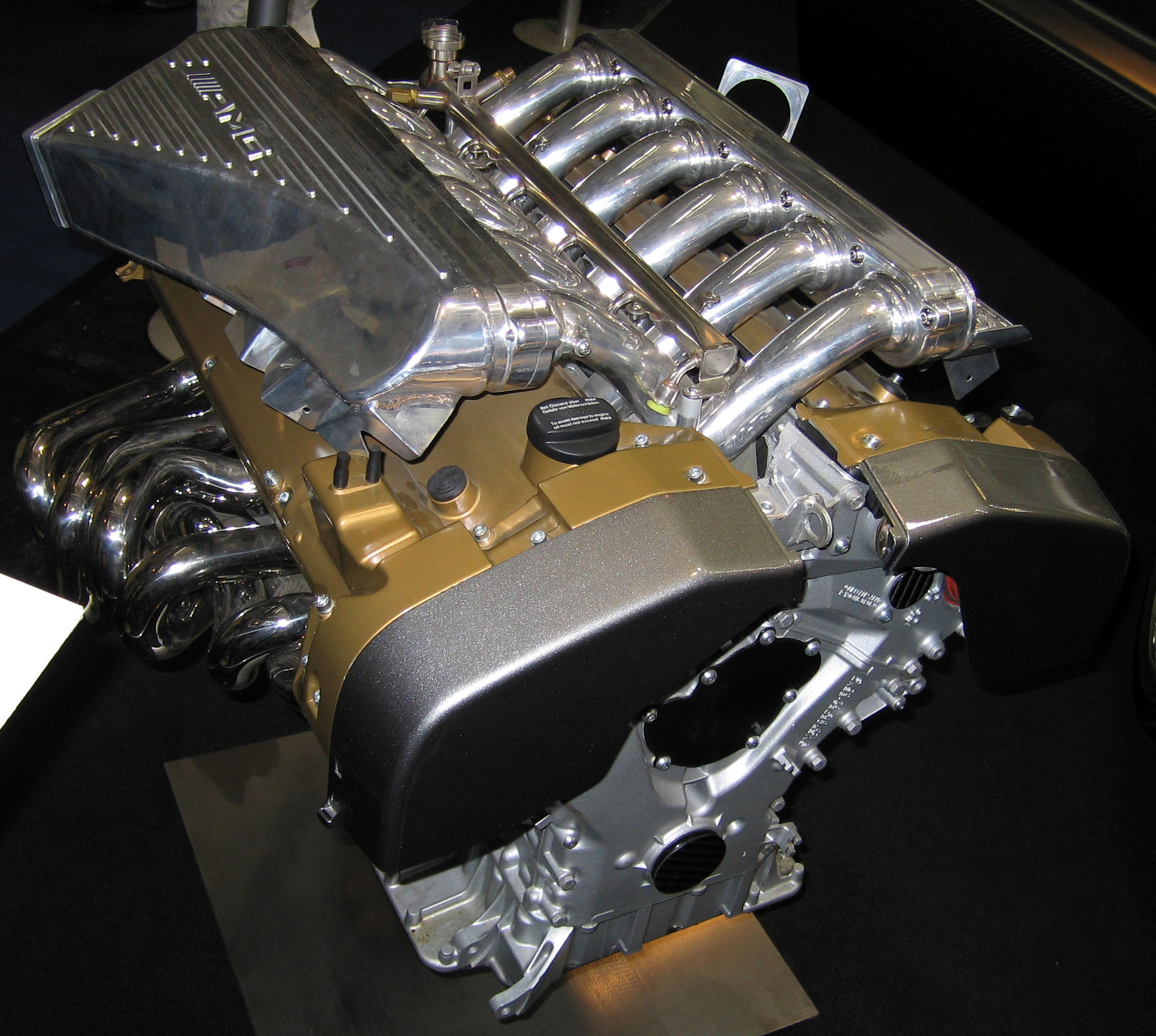
Il superbo motore M297 montato sulla Zonda F

I motori M297 sono motori M120 elaborati molto in profondità e fatti per essere montati su alcune sportive ad alte prestazioni. Sono esistiti in due versioni, da 6,9 e da 7,3 litri. Mentre il primo ha trovato applicazione solo ed esclusivamente nella Mercedes-Benz CLK GTR in versione stradale, il motore di cilindrata maggiore è stato montato anche su altri modelli.

Il 6,9 litri M297 è caratterizzato da misure di alesaggio e corsa pari ad 89x92,4 mm, per una cilindrata complessiva di 6.898 cm³. In pratica consisteva in un 6 litri a corsa allungata. Con un rapporto di compressione pari a 10.5:1, si raggiungeva la potenza massima di 631 CV a 6.500 giri/min, con un picco di coppia pari a 731 N·m a 5.250 giri/min. Come già detto, ha equipaggiato 18 dei 25 esemplari di CLK-GTR stradali. Gli altri sette esemplari prodotti montano un motore M297 ancora più grande e prestante, cioè la variante da 7,3 litri .
 Questo motore di cilindrata maggiore è stato utilizzato anche in altri modelli, e con diversi livelli di potenza, il 7,3 litri M297 era caratterizzato da una cilindrata di 7291 cm³, data dalla rialesatura del 6,9 litri M297 descritto poc'anzi. Qui il diametro dei cilindri passa infatti da 89 a 91,5 mm, mentre la corsa resta invariata. Nella seguente tabella vengono mostrate le varie applicazioni a seconda delle varianti.
| Versione | Potenza CV/rpm | Coppia /Nm/rpm | Applicazioni                 | Anni di produzione |
| -------- | -------------- | -------------- | ---------------------------- | ------------------ |
| 1.       | 525/5000       | 750/4000       | Mercedes-Benz SL 73 AMG R129 | 1999-2001          |
| 2.       | 664/6500       | 786/5250       | Mercedes-Benz CLK GTR        | 1999-2002          |
| 3.       | 555/5900       | 750/4050       | Pagani Zonda C12 S 7.3       | 2002-2005          |
| 4.       | 637/5800       | 786/4300       | Pagani Zonda C12-S Monza     | 2004               |
| 5.       | 602/6150       | 760/4000       | Pagani Zonda F               | 2005-2009          |
| 6.       | 650/6200       | 780/4000       | Pagani Zonda F Clubsport     | 2005               |
| 7.       | 678/6150       | 780/4000       | Pagani Zonda Cinque          | 2009               |